# Ogrest
Ogrest est une série manga de Mig retraçant l'histoire d'Ogrest, personnage emblématique du Krosmoz, qui a provoqué un déluge, déluge qui a fait passer l'Âge des Dofus à l'Ère du Wakfu, provoquant mille inondations.
Cinq tomes sont prévus ; quatre ont été publiés depuis 2014.

## Critique
20 Minutes poursuit les louanges sur le trait de Mig puisque pour Olivier Mimran, ce premier volume, qui est un « sympathique conte de fées », est « superbement dessiné [et] ne souffre d'aucun temps mort ».

## Tomes
1. Tome 1, Roubaix, Ankama, 11 juillet 2014, 181 p. (ISBN 978-2-35910-473-8)
2. Tome 2, Roubaix, Ankama, 30 octobre 2015, 199 p. (ISBN 978-2-35910-492-9)
3. Tome 3, Roubaix, Ankama, 24 août 2018, 233 p. (ISBN 978-2-35910-531-5)
4. Tome 4, Roubaix, Ankama, 2 juillet 2021, 192 p. (ISBN 1-0335-1190-0)
5. Tome 5, Roubaix, Ankama, 27 juin 2025, 224 p. (ISBN 979-1033517856)